# Eukoenenia virgemdalapa
Espèce
Eukoenenia virgemdalapa est une espèce de palpigrades de la famille des Eukoeneniidae.

## Distribution
Cette espèce est endémique du Minas Gerais au Brésil. Elle se rencontre dans la grotte Gruta da Lapa Nova à Vazante.

## Description
La femelle holotype mesure 1,670 mm.

## Publication originale
- Souza & Ferreira, 2012 : Eukoenenia virgemdalapa (Palpigradi: Eukoeneniidae): a new troglobitic palpigrade from Brazil. Zootaxa, no 3295, p. 59–64.